# Калыктык Инал-оге
Калыктык Инал-оге (др. кырг. 𐰶𐰖𐱅𐰃𐰖:𐰃𐰣𐰀𐰞:𐰇𐰏𐰂, Qalïqtïq Ïnal Ögä) — государственный, военный и политический деятель Кыргызского каганата в XI веке. Занимал должность огя (премьер-министра, канцлера). Упоминается на руническом памятнике Е-49 (Бай-Булун II).

## Биография
Являлся правителем шести уделов (багов) на территории Тывы, занимал должность в мирное время. Обеспечивал военное сопровождение торговым караванам, проходящие через территории Кыргызского каганата. В раннем периоде своей военной и государственной карьеры участвовал в войнах и сражениях, на которых захватил в плен 42 неприятельских воинов, а убил 30. Умер в возрасте 62 лет.

## Рунический памятник
Памятник был обнаружен в 1915 году А. В. Адриановым возле курганов в урочище Бай-Булун на левом берегу реки Улуг-Хем (Тыва). На данный момент находится в Минусинском краеведческом музее, перевод памятника согласно И. В. Кормушину:
- (1) Как жаль мне, — о, сто моих сородичей, о, мой народ Шести [областей], как жаль мне, — я разлучился (с вами)!
- (2) Мое имя (и звание) мужа-воина: я — Калыктык Ынал-оге. Мне шестьдесят два года.
- (3) Моя доблесть мужа-воина (в том, что) мой (общий) вклад — сорок два [захваченных в плен — ?], из врагов [на поле битвы] я убил тридцать мужей.
- (4) Благодаря могуществу моего народа Шести областей я водил караваны. (Поминальный) камень — печально — водружили!